# Nilobezzia virago
Nilobezzia virago är en tvåvingeart som beskrevs av Debenham 1974. Nilobezzia virago ingår i släktet Nilobezzia och familjen svidknott. Inga underarter finns listade i Catalogue of Life.